# Гуго I де Пюизе
Гуго I де Пюизе (фр. Hugues du Puiset; ум. после 1118) — сеньор де Пюизе и виконт Шартра в 1097—1106 (как Гуго II), первый граф Яффы.

## Биография
Младший сын Гуго I де Пюизе и его жены Аликс де Монтлери.
Во время участия брата (Эврарда III) в Первом крестовом походе и после его смерти был опекуном несовершеннолетнего племянника и управлял родовыми владениями.
В 1106 году по призыву Боэмунда Тарантского (родственника жены) отправился в Эпир воевать с Византией. Через два года был заключен мир, и Гуго де Пюизе отплыл в Святую Землю.
Король Иерусалима Балдуин I назначил его графом Яффы. Произошло это между 1110 и 1118 годами.
Гуго де Пюизе последний раз упоминается в 1118 году.
Жена — Мабилла де Руси (ум. после 1122), дочь графа Эбля II де Руси. После смерти мужа отправилась в Святую землю. Там вышла замуж за Альберта Намюрского, который управлял графством Яффа до 1122 года как опекун Гуго II де Пюизе — сына Гуго I.